# Бармотин, Семён Алексеевич
Семён Алексеевич Бармотин (26 января 1877; Санкт-Петербург — 5 апреля 1939; Соликамск) — российский пианист, композитор и педагог.

## Биография
Родился 26 января 1877 года в Санкт-Петербурге.
С 1887 по 1896 год учился в научных и регентских классах Императорской Придворной певческой капеллы. Обучался музыкально-теоретическим предметам у А. К. Лядова, а композицию изучал у С. М. Ляпунова и М. А. Балакирева. В 1899—1903 годах обучался у Н. А. Римского-Корсакова в консерватории по классу свободного сочинения, где получил диплом на звание свободного художника. Римский-Корсаков относился к Бармотину как к одному из своих лучших учеников.
В 1897—1908 годах работал преподавателем в Придворной певческой капелле и регентских классах при ней. С начала 1900-х годов Бармотин был членом Беляевского кружка. В конце 1900-х годов преподавал в Музыкальном училище Херсонского отделения Императорского Русского музыкального общества. Затем с 1910 по 1917 год работал преподавателем в частном Регентском училище С. В. Смоленского в Санкт-Петербурге. Параллельно с преподаванием в училищах, вел занятия во многих музыкальных школах, гимназиях и городских коммерческих училищах, а также давал частные уроки музыки. В период с 1918 по 1938 год преподавал в музыкальных училищах и единых трудовых школах Петрограда (Ленинграда). Занимался музыкально-просветительской работой в музыкальных клубах и кружках. С 1919 (или 1920) по 1923 год в течение службы в РККА работал учителем хорового пения в клубе Балтфлота. В 1922 году прошел военные капельмейстерские курсы.
В 1923-1925 годах Бармотин преподавал в консерватории элементарную и обязательную теорию музыки, а также гармонию и сольфеджио. Одним из его учеников по гармонии был В. Нильсен.
Ушёл из жизни 15 апреля 1939 года в Соликамске.

## Творчество
Мировая премьера некоторых его важных фортепианных произведений в 2019 году принесла ему положительное признание критиков: 
Меня, как слушателя, особенно удивляет то, насколько хорошо проработаны и восхитительны эти коротенькие сочинения … как же так получилось, что их мировая премьера состоялась только сейчас?― Рецензия на «20 прелюдий» (соч. 12)